# Yakov Tumarkin
Yakov Yan Tumarkin –en hebreo, יעקב טומרקין; en ruso, Яков Тумаркин– (Cheliábinsk, Rusia, 15 de febrero de 1992) es un deportista israelí que compite en natación, especialista en el estilo espalda.
Ganó tres medallas en el Campeonato Europeo de Natación, en los años 2012 y 2016, y dos medallas de plata en el Campeonato Europeo de Natación en Piscina Corta de 2015.
Participó en tres Juegos Olímpicos de Verano, entre los años 2012 y 2020, ocupando el séptimo lugar en Londres 2012, en la prueba de 200 m espalda.

## Palmarés internacional
| Campeonato Europeo                  | Campeonato Europeo    | Campeonato Europeo | Campeonato Europeo |
| Año                                 | Lugar                 | Medalla            | Prueba             |
| ----------------------------------- | --------------------- | ------------------ | ------------------ |
| 2012                                | Debrecen (Hungría)    | Medalla de bronce  | 100 m espalda      |
| 2012                                | Debrecen (Hungría)    | Medalla de bronce  | 200 m espalda      |
| 2016                                | Londres (Reino Unido) | Medalla de plata   | 200 m espalda      |
| Campeonato Europeo en Piscina Corta |                       |                    |                    |
| Año                                 | Lugar                 | Medalla            | Prueba             |
| 2015                                | Netanya (Israel)      | Medalla de plata   | 200 m espalda      |
| 2015                                | Netanya (Israel)      | Medalla de plata   | 100 m estilos      |